# Applied Physics Letters
Az Applied Physics Letters egy 1962-es alapítású lektorált fizikai szakfolyóirat. Kiadója az Amerikai Fizikai Intézet, mely a folyóiratot heti rendszerességgel adja közre.
Jellemzően friss elméleti és kísérleti eredmények rövid leírását adó szakcikkeket tartalmaz a fizika és határtudományai, illetve mérnöki tudományok területéről.
Nyomtatott és online formában jelenik meg.

## Tartalma
A folyóirat tartalomjegyzéke az alábbi témaköröket határozza meg:
- optika és optoelektronika,
- felületfizika,
- modern anyagok szerkezeti, mechanikai, optikai, hőtani jellemzői,
- félvezetők,
- mágnesség és spintronika,
- szupravezetés és szupravezető elektronika,
- dielektrikumok, ferroelektromosság,
- nanotechnológia,
- szerves elektronika és optika,
- fizikai eszközök,
- biofizika és bioinspirált rendszerek,
- energiaátalakítás és -tárolás,
- határterületek, általános fizika.

## Tudománymetrikai adatai
| Mérőszám                                                | 2015    |
| ------------------------------------------------------- | ------- |
| Összes publikáció                                       |         |
| Impaktfaktor (hatástényező)                             | 3,142   |
| Az impaktfaktor ötéves átlaga (five-year impact factor) | 3,393   |
| Közvetlenségi index (immediacy index)                   | 0,673   |
| Az idézések felezési ideje (cited half-life)            | 7,9     |
| EigenFactor-pontszám                                    | 0,38389 |
| A cikkek hatása (Article Influence Score)               | 1,045   |
| 1. 2. 3. 4.                                             |         |